# Гилберт, Брэд
Брэд Ги́лберт (англ. Brad Gilbert; род. 9 августа 1961 в Окленде, Калифорния) — бывший американский профессиональный теннисист, бронзовый призёр Олимпийских игр 1988 года в Сеуле.
После окончания карьеры стал известным теннисным тренером и работал с такими игроками, как Андре Агасси, Энди Роддик, Энди Маррей.
Автор учебных пособий по теннису, самая известная книга, «Winning Ugly», посвящена практическим аспектам психологии тенниса; издана в русском переводе под названием «Победа любой ценой».

## Спортивная карьера
Брэд Гилберт начал играть в теннис в пять лет, а в 15 уже представлял США на играх X Маккабиады. Спустя четыре года, в 1981 году, 19-летний Гилберт вновь представлял США на Маккабиаде и завоевал золотую медаль в парном разряде. В 1982 году Гилберт стал финалистом чемпионата Национальной ассоциации студенческого спорта США (NCAA) и был включен в символическую студенческую сборную США; в том же году перешёл в профессиональный теннис.
В свой первый финал турнира серии Гран-при Брэд пробился в 1984 году в Тайбэе и тогда же одержал свою первую победу. В 1985 году он участвовал в пяти финалах, три из них выиграл и в начале 1986 года впервые вошёл в первую десятку рейтинга АТР. С этого же года Гилберт начинает выступления за сборную США. В Кубке Дэвиса он провёл за сборную 15 игр (10 побед, 5 поражений, все в одиночном разряде); его наивысшим успехом стал выход в полуфинал Мировой группы в 1986 и 1989 годах. В 1987 году в составе сборной Гилберт вышел в финал командного чемпионата мира в ФРГ, где одержал единственную победу американской команды, проигравшей сборной ЧССР 2-1.
На Олимпиаде 1988 года в Сеуле, на первом после длительного перерыва олимпийском теннисном турнире, Брэд был посеян под пятым номером и дошёл до полуфинала, где уступил посеянному вторым Тиму Майотту. В этом году матч за третье место не игрался, и Гилберт автоматически стал бронзовым медалистом Олимпиады.
1989 год стал наиболее удачным в карьере Гилберта, сыгравшего в финале восьми турниров, в том числе итогового турнира WCT, и выигравшего пять из них. На турнире в Цинциннати ему удалось поочерёдно победить трёх игроков, входящих в первую десятку рейтинга: Чанга, Бориса Беккера и Эдберга; интересно, что в третьем круге этого же турнира он обыграл начинавшего свою карьеру Пита Сампраса. В результате в начале 1990 года Гилберт достиг высшей для себя четвёртой позиции в рейтинге. При этом результаты 1989 года, по словам спортивного журналиста Джона Фейнстина, стали индикатором его сугубо профессионального отношения к теннису: сыграв во множестве турниров невысокого ранга и заработав солидный рейтинг, Гилберт не выиграл за сезон ни одной встречи в турнирах Большого шлема.
В 1990 году Гилберт повторяет свой наивысший успех в турнирах Большого шлема, выйдя в четвертьфинал Уимблдонского турнира после победы над Дэвидом Уитоном в матче, где он проигрывал 2-0 по сетам и 5-3 в решающем пятом сете на подаче соперника. В этом году он выигрывает три турнира и ещё дважды играет в финалах, в том числе в Кубке Большого шлема, где проигрывает Сампрасу. После этого он уже не добивается столь крупных успехов, хотя в последующие четыре года ещё семь раз выходит в финал турниров в одиночном разряде и выигрывает один турнир в парах. В начале 1995 года Гилберт фактически завершает теннисную карьеру, хотя в следующие три года участвует в одном турнире за сезон в парном разряде; последний свой турнир он проводит в 1998 году (в Лос-Анджелесе, турнир класса Challenger, где он сыграл в паре с Андре Агасси).

## Финалы турниров АТП за карьеру (46)

### Одиночный разряд (40)

#### Победы (20)
| №   | Дата        | Турнир                                                  | Покрытие | Соперник в финале   | Счёт в финале      |
| 1.  | 8 ноя 1982  | Теннисный Гран-при Тайбэя, Китайская Республика         | Ковёр    | Крейг Уиттус        | 6-1, 6-4           |
| 2.  | 13 авг 1984 | Колумбус, США                                           | Хард     | Хэнк Пфистер        | 6-3, 3-6, 6-3      |
| 3.  | 29 окт 1984 | Теннисный Гран-при Тайбэя (2)                           | Ковёр    | Уолли Мазур         | 6-3, 6-3           |
| 4.  | 22 июл 1985 | Ливингстон, Нью-Джерси, США                             | Хард     | Брайан Тичер        | 7-6, 6-4           |
| 5.  | 12 авг 1985 | Кливленд, США                                           | Хард     | Брэд Дрюэтт         | 6-3, 6-2           |
| 6.  | 14 окт 1985 | Открытый чемпионат Тель-Авива, Израиль                  | Хард     | Амос Мансдорф       | 6-3, 6-2           |
| 7.  | 3 фев 1986  | Volvo U.S. National Indoor, Мемфис, США                 | Ковёр    | Стефан Эдберг       | 7-5, 7-6           |
| 8.  | 21 июл 1986 | Ливингстон (2)                                          | Хард     | Майк Лич            | 6-2, 6-2           |
| 9.  | 6 окт 1986  | Открытый чемпионат Тель-Авива (2)                       | Хард     | Аарон Крикштейн     | 7-5, 6-2           |
| 10. | 20 окт 1986 | CA-Tennis Trophy, Вена, Австрия                         | Хард (i) | Карел Новачек       | 3-6, 6-3, 7-5, 6-0 |
| 11. | 5 окт 1987  | Открытый чемпионат Скоттсдейла, США                     | Хард     | Элиот Телчер        | 6-2, 6-2           |
| 12. | 10 окт 1988 | Открытый чемпионат Тель-Авива (3)                       | Хард     | Аарон Крикштейн     | 4-6, 7-6, 6-2      |
| 13. | 13 фев 1989 | Volvo U.S. National Indoor, Мемфис (2)                  | Хард (i) | Йохан Крик          | 6-2, 6-2, RET      |
| 14. | 31 июл 1989 | Volvo International, Страттон Маунтин, США              | Хард     | Джим Пью            | 7-5, 6-0           |
| 15. | 7 авг 1989  | Ливингстон (3)                                          | Хард     | Джейсон Столтенберг | 6-4, 6-4           |
| 16. | 14 авг 1989 | Cincinnati Open, США                                    | Хард     | Стефан Эдберг       | 6-4, 2-6, 7-6      |
| 17. | 25 сен 1989 | Сан-Франциско, США                                      | Ковёр    | Андерс Яррид        | 7-5, 6-2           |
| 18. | 26 фев 1990 | ABN AMRO World Tennis Tournament, Роттердам, Нидерланды | Ковёр    | Йонас Свенссон      | 6-1, 6-3           |
| 19. | 2 апр 1990  | Prudential-Bache Securities Classic, Орландо, США       | Хард     | Кристо ван Ренсбург | 6-2, 6-1           |
| 20. | 24 сен 1990 | Брисбен, Австралия                                      | Хард     | Аарон Крикштейн     | 6-3, 6-1           |

#### Поражения (20)
| №   | Дата        | Турнир                                     | Покрытие | Соперник в финале   | Счёт в финале           |
| 1.  | 17 сен 1984 | Сан-Франциско, США                         | Ковёр    | Джон Макинрой       | 6–4, 6–4                |
| 2.  | 9 сен 1985  | Mercedes Cup, Штутгарт, ФРГ                | Грунт    | Иван Лендл          | 6–4, 6–0                |
| 3.  | 7 окт 1985  | Открытый чемпионат ЮАР, Йоханнесбург       | Хард     | Мэтт Энгер          | 6–4, 3–6, 6–3, 6–2      |
| 4.  | 27 июл 1987 | Sovran Bank Classic, Вашингтон, США        | Хард     | Иван Лендл          | 6–1, 6–0                |
| 5.  | 12 окт 1987 | Открытый чемпионат Тель-Авива, Израиль     | Хард     | Амос Мансдорф       | 3–6, 6–3, 6–4           |
| 6.  | 2 ноя 1987  | Paris Open, Франция                        | Ковёр    | Тим Майотт          | 2–6, 6–3, 7–5, 6–7, 6–3 |
| 7.  | 16 ноя 1987 | Открытый чемпионат ЮАР, Йоханнесбург       | Хард (i) | Пат Кэш             | 7–6, 4–6, 2–6, 6–0, 6–1 |
| 8.  | 24 окт 1988 | Paris Open, Париж                          | Ковёр    | Амос Мансдорф       | 6–3, 6–2, 6–3           |
| 9.  | 28 фев 1989 | WCT Finals, США                            | Ковёр    | Джон Макинрой       | 6–3, 6–3, 7–6           |
| 10. | 24 июл 1989 | Sovran Bank Classic, Вашингтон (2)         | Хард     | Тим Майотт          | 3–6, 6–4, 7–5           |
| 11. | 2 окт 1989  | Du Pont Classic, Орландо, США              | Хард     | Андре Агасси        | 6–2, 6–1                |
| 12. | 6 авг 1990  | Cincinnati Masters, США                    | Хард     | Стефан Эдберг       | 6–1, 6–1                |
| 13. | 11 дек 1990 | Кубок Большого шлема, Мюнхен, Германия     | Ковёр    | Пит Сампрас         | 6–3, 6–4, 6–2           |
| 14. | 4 фев 1991  | Сан-Франциско (2)                          | Ковёр    | Даррен Кэхилл       | 6–2, 3–6, 6–4           |
| 15. | 29 июл 1991 | Лос-Анджелес, США                          | Хард     | Пит Сампрас         | 6–2, 6–7, 6–3           |
| 16. | 30 сен 1991 | Australian Indoors, Сидней                 | Хард (i) | Стефан Эдберг       | 6–2, 6–2, 6–2           |
| 17. | 24 фев 1992 | Чемпионат Аризоны, Скотсдейл, США          | Хард     | Стефано Пескосолидо | 6–0, 1–6, 6–4           |
| 18. | 1 фев 1993  | Сан-Франциско (3)                          | Хард (i) | Андре Агасси        | 6–2, 6–7, 6–2           |
| 19. | 5 апр 1993  | Токио, Япония                              | Хард     | Пит Сампрас         | 6–2, 6–2, 6–2           |
| 20. | 7 фев 1994  | Kroger St. Jude International, Мемфис, США | Хард (i) | Тодд Мартин         | 6–4, 7–5                |

### Парный разряд (6)

#### Победы (3)
| №  | Дата        | Турнир                                        | Покрытие | Партнёр         | Соперники в финале               | Счёт в финале |
| 1. | 14 окт 1985 | Открытый чемпионат Тель-Авива, Израиль        | Хард     | Илие Настасе    | Майкл Робертсон Флорин Сегарчану | 6–3, 6–3      |
| 2. | 10 фев 1986 | Lipton International, Бока Вест, Флорида, США | Хард     | Винс ван Паттен | Стефан Эдберг Андерс Яррид       | отказ         |
| 3. | 13 апр 1992 | Гонконг                                       | Хард     | Джим Грэбб      | Байрон Блэк Байрон Талбот        | 6–2, 6–1      |

#### Поражения (3)
| №  | Дата        | Турнир             | Покрытие | Партнёр             | Соперники в финале               | Счёт в финале |
| 1. | 23 сен 1985 | Сан-Франциско, США | Ковёр    | Сэнди Майер         | Пол Аннаконе Кристо ван Ренсбург | 6–3, 3–6, 4–6 |
| 2. | 20 окт 1986 | Вена, Австрия      | Хард (i) | Слободан Живоинович | Рикардо Ачоли Войтек Фибак       | отказ         |
| 3. | 21 сен 1987 | Лос-Анджелес, США  | Хард     | Тим Уилкинсон       | Кевин Каррен Дэвид Пейт          | 3–6, 4–6      |